# 双蝶々曲輪日記
双蝶々曲輪日記（ふたつちょうちょう くるわにっき、双蝶蝶廓日記とも）は、人形浄瑠璃および歌舞伎の演目。1749年（寛延2年）7月に大坂竹本座で初演され、翌8月に京都嵐三右衛門座で歌舞伎として初演された。作者は二代目竹田出雲、三好松洛、初代並木千柳。全九段。

## 作品構成

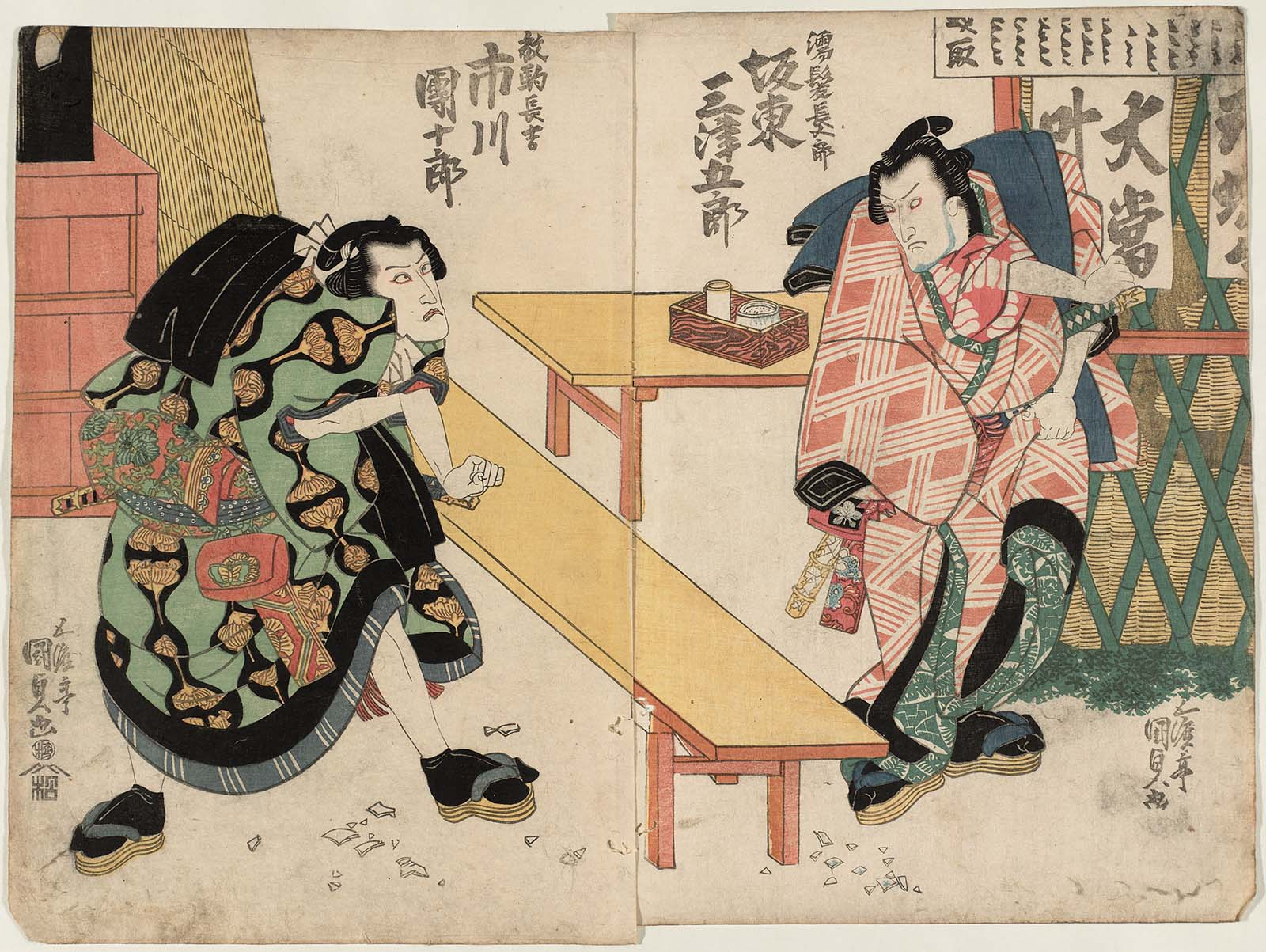
二段目『角力場（すもうば）』
三代目坂東三津五郎の濡髪長五郎と七代目市川團十郎の放駒長吉 （歌川国貞画）

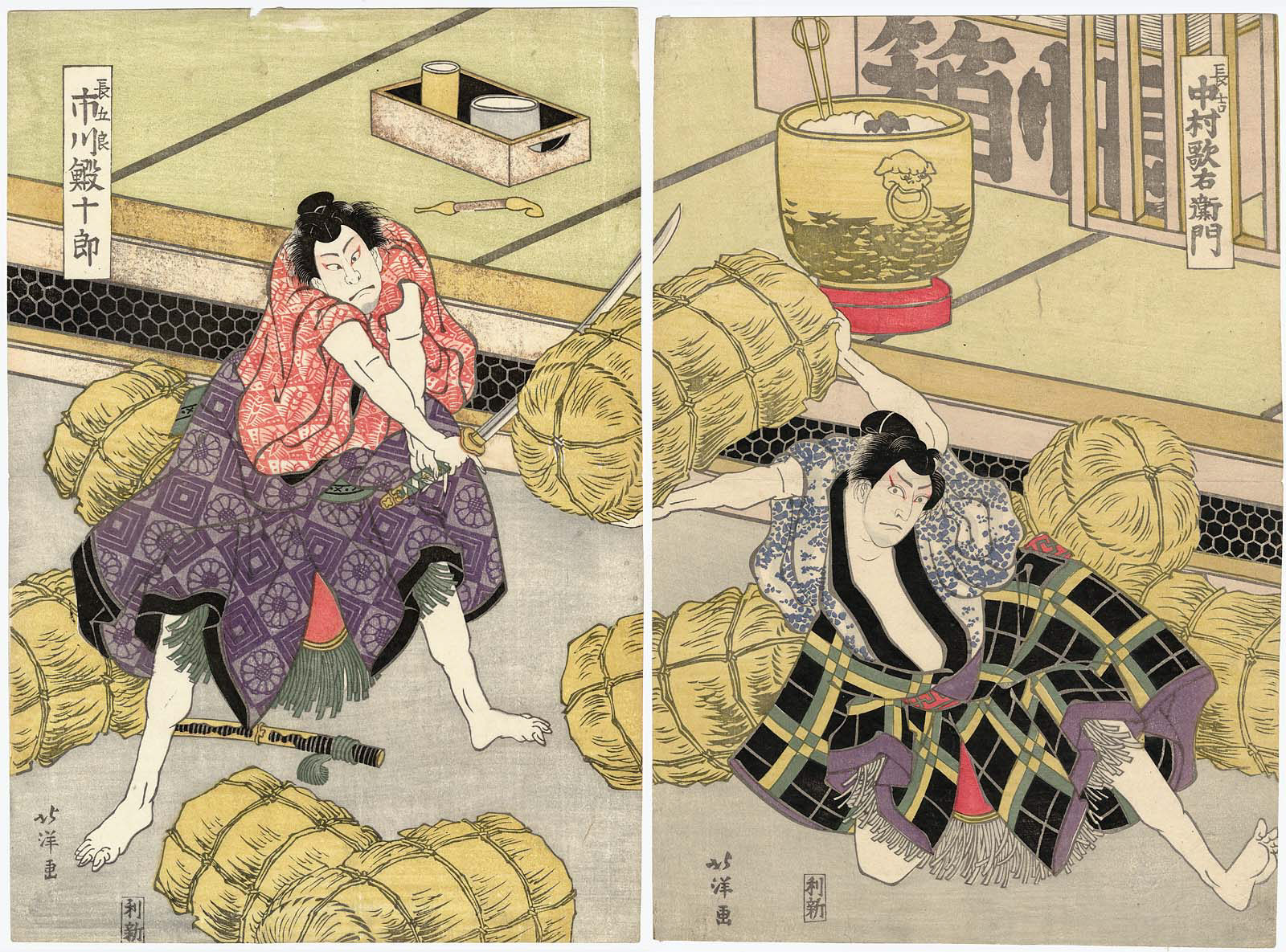
四段目『米屋』
三代目中村歌右衛門の放駒長吉と初代市川鰕十郎の濡髪長五郎

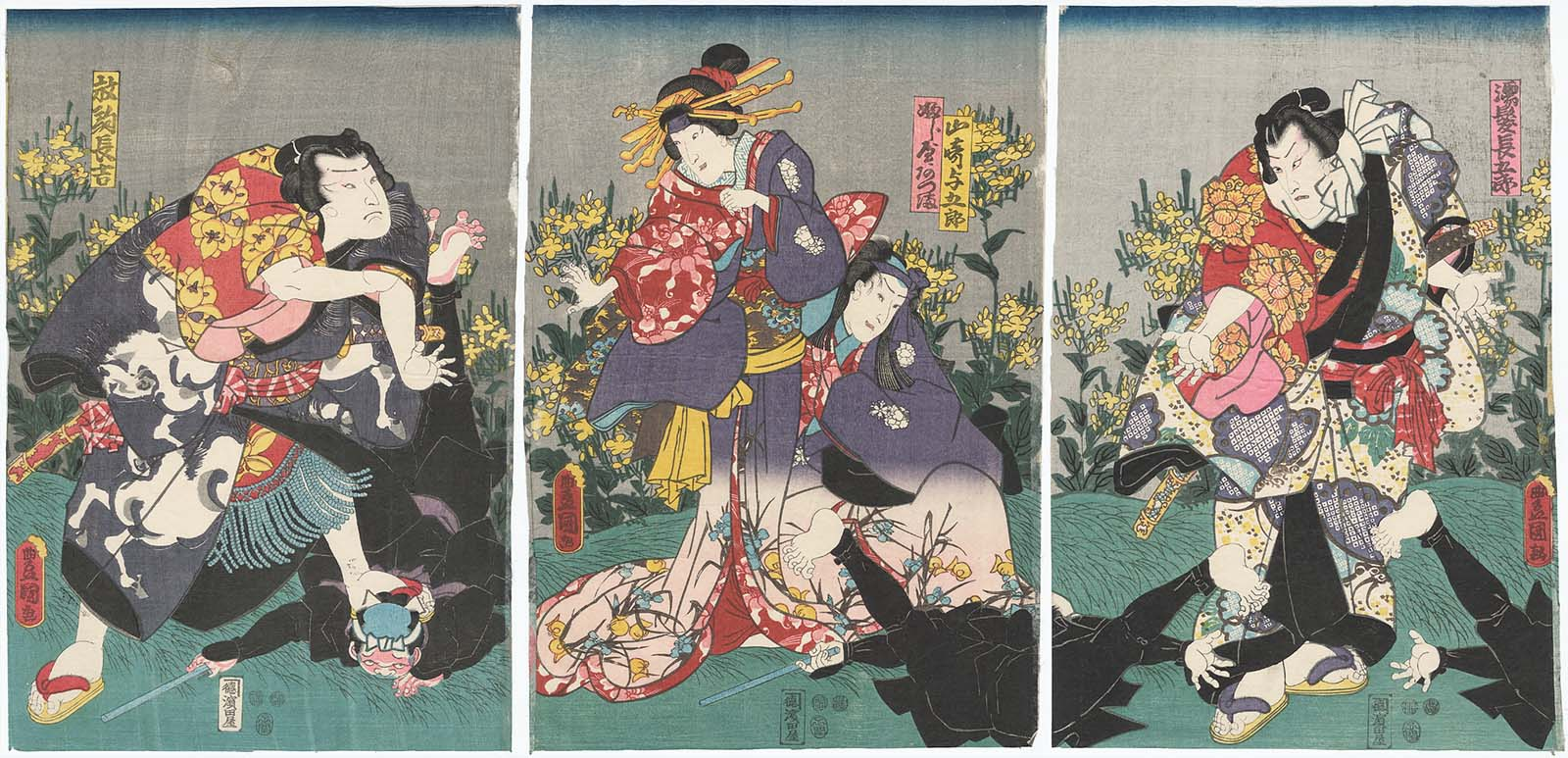
五段目『難波裏』
八代目市川團十郎の濡髪長五郎、初代市川猿蔵の山崎与五郎、三代目岩井粂三郎の吾妻、三代目嵐璃寛の放駒長吉 （三代目豊国 画）

| 段   | 原題                             | 通称          |
| ---- | -------------------------------- | ------------- |
| 第一 | 浮瀬の居続けに相図の笛売り       | 浮無瀬 新清水 |
| 第二 | 相撲の花扇に意見の親骨           | 角力場        |
| 第三 | 揚屋町の意気づくに小指の身がはり | 井筒屋        |
| 第四 | 大宝寺町の達引に兄弟のちなみ     | 米屋          |
| 第五 | 芝居裏の喧嘩に難波のどろどろ     | 難波裏        |
| 第六 | 橋本の辻駕籠に相輿の駆落         | 橋本          |
| 第七 | 道行菜種の乱れ咲き               |               |
| 第八 | 八幡の親里に血筋の引窓           | 引窓          |
| 第九 | 観心寺の隠れ家に恋路のまぼろし   |               |

## あらすじ

### 背景
若旦那山崎屋与五郎は遊女吾妻と恋仲である。また八幡の住民南与兵衛は吾妻の姉女郎都とこれまた恋仲である。だが、二人の女郎には平岡と云う侍と悪番頭権九郎とがそれぞれ横恋慕して、諍いが起こっている。そして与五郎には父与次兵衛から絶えず意見されるありさま。そんな二組のカップルに、力士の濡髪長五郎、素人相撲の放駒長吉がからんでいる。

### 二段目

#### 堀江角力小屋の場
大阪高麗橋袂の相撲場、与五郎は贔屓の濡髪を応援に来る。そんな倅を来合せた父与次兵衛は聞えよがしに意見をする。さて、本日の一番の取り組みは濡髪と放駒の決戦である。だが、意外にも濡髪があっさりと土俵を割ってしまう。大喜びの放駒だが収まらないのは与五郎である。「何じゃい。何じゃい。何じゃい。何じゃい。竹屋の火事やあろまいし、長吉勝った。長吉勝ったてそないにポンポンポンポン云いくさるな！」と当たり散らす。それでも長五郎に慰められ、吾妻の身受けの事も引き受けると聞いて与五郎は喜んで吾妻のもとへ行く。
長五郎は恩ある与五郎のため、わざと平岡が贔屓する放駒との相撲に負け、代わりに平岡に吾妻から手を引いてもらおうと画策していたのだ。放駒はそんな頼みを一蹴する。怒った長五郎「あの、ここな素丁稚めが」と叫んで二人はにらみ合いとなる。「互いに悪口にらみ合い、思わず持ったる茶碗と茶碗」の浄瑠璃の詞通りに長五郎は「物事がこの茶碗のように丸く行けばよし、こうしてしまえば元の土くれ」と握りつぶす。長吉は握りつぶせず、刀の鍔で打ち砕き、双方再会を期して別れる。

### 八段目

#### 八幡の里引窓の場
その後、長五郎は平岡を殺害し捕り手に追われる身となり、旧暦八月十五日の満月の夜、母のお幸の八幡の家に逃げてくる。お幸は南与兵衛の義母で、与兵衛と既に身請けされて妻となった都（お早）と暮らしている。実子の濡髪の苦境を憐れんで二階の離れに匿う。
「人の出世は時知れず、見出しにあずかり南与兵衛、衣服大小申し請け」の浄瑠璃で、与兵衛が郷代官に任ぜられ南方十次兵衛と改名して帰ってくる。しかも来合せた役人から長五郎逮捕の命を受ける。「聞いて母親障子ぴっしゃり、お早は運ぶ茶碗ぐわったり」と驚く二人をしり目に「搦めとって渡しなば、国の誉とあっての御頼み、一生の外聞、召し捕って手柄の程を見せたらば、母人にもさぞおよろこびだろうわい。」と与兵衛はやる気満々である。おりしも人相書を覗こうとする濡髪。それを手水鉢に見とがめる与兵衛。だが、お早が引き窓を閉めたことで、すべてを察した与兵衛は、母の頼みで人相書を渡し「申し母者人。人を殺めて立ち退く曲者、大胆にもこのあたりを徘徊はいたしますまい。河内へ超ゆる抜け道は、堀川を左へとり、川を渡って山越えに山越えに・・・」、と、逃げ道を濡髪に聞えるように告げ、村内の捜査に出かける。
与兵衛の親切に感じた濡髪は自首を決意するが、母は「せめて親への孝行に逃げられるだけ逃げてくれ。生きられるだけ生きてたも」と泣きながら息子の前髪を剃る。そして高頬の黒子も「濡髪捕ったと打ちつける、金の手裏剣高頬にぴっしゃり、」と門口に様子をうかがっていた与兵衛が投げた金子で無くなる。だが、濡髪は人々の恩義に報いるため縄にかかりたいと告げ、お早は引窓の紐を濡髪にかける。と、窓が締まり暗くなる。家に入った与兵衛は引窓の紐を切り、差し込む月の光に「南無三 夜が明けた。身どもの役は夜の内ばかり。明くればすなわち放生会」と濡髪を見逃す。人々の親切心に感謝しながら濡髪は落ち伸びる。

## 概略
- 本作の4年前、1745年（延享2年）の「夏祭浪花鑑」の好評を受け、男の侠気を描く世話物の第二弾として同じ作者集団で書き下ろされた。ゆえに「夏祭」と似通ったところがある。初演時は好評ではなかったが、すぐに歌舞伎に移植されて大当たりとなる。特に力士の力強さを描いた「角力場」が人気となったからである。
- 勇壮な力士の建引と与五郎の「つっころばし」と呼ばれる和事美が堪能できる「角力場」。引窓を効果的に用いて、人々の善意に満ちた行動が感動を呼ぶ「引窓」はともに名場面として人気が高く、この二場がよく単独で上演される。
- 与五郎の演技は喜劇的要素が求められ、濡髪の負けをぼやく話術、贔屓をほめる茶屋の亭主に羽織や財布を気前よく渡した揚句、亭主と濡髪のどてらを羽織って勇ましく退場するなど見どころが多い。
- 「引窓」は明治に初代中村鴈治郎によって復活上演され、のちに二代目實川延若、初代中村吉右衛門、二代目中村鴈治郎、十三代目片岡仁左衛門らに依って引き継がれた。演じる俳優によって多少の演出の差異はあるものの、基本は初代鴈治郎の台本が主流である。
- 名題は二人の力士「長五郎」「長吉」の「長」に因むものである。のち四代目鶴屋南北作「当穐八幡祭」・人情噺「双蝶々」にも活かされている。
- モデルとなった実在の力士濡髪は享保のころの人で、本当は荒石という四股名であったが、喧嘩のとき水を湿らせた紙を額に当てて手ぬぐいを被り、刀よけとしたことから「濡れ紙」とあだ名されたという。
- 濡髪の台詞回しは、義太夫から採り入れられた力士の発声法を真似た相撲言葉が用いられている。演出面では、関取は普段腹が出て足を洗えないので弟子に洗ってもらう習慣があるので、「引窓」では、自分で洗う事が禁じられ、お早に足を洗ってもらうなど、力士の生活習慣がさりげなく採り入れられている。その他には、奥の障子屋台に入る時は、少し身をかがめて大柄な身体を強調するなどの工夫がある。役柄も人気力士が殺人犯となった屈折したもので「大きな体（なり）をした力士が悄々としているところに一種の面白みがあるので、その矛盾が即ち役になっているわけかと存じます。」（四代目市川市蔵談）
- 与兵衛は武士に取り立てられたばかりなので、演技や台詞が世話風と時代風に使い分ける技量が求められる。特に登場時に、「母者人、女房ども」と世話にくだけた直後に「只今立ちった」と武士風の言い方になり、武士に取り立てられた次第を手ぬぐいや扇子を用いて仕方話風に語る箇所、濡髪の人相書をお幸に渡そうと決意して、「両腰差せば南方十次兵衛。」で時代に力こめ、続く「丸腰なれば今までりの南与兵衛」と世話に砕けてざっくばらんに言う個所は、役者の台詞の表現力が見ものとなる。
- 与兵衛が抜け道を教えるくだりは各俳優とも台詞回しに工夫を凝らし、道を隠れている濡髪に教えた後、「よもやそうは参りますまい。」というくだりでは、初代鴈治郎は「よもやそうは」と一旦区切って後「ハハハ・・・」と笑って「参りますまい。」と演じ、二代目延若は「よもやそうは」と区切るのは同じでも、手をぽんぽんと叩いて「参りますまい。」とくだける演じ方で、どちらも巧いやり方であったと十三代目仁左衛門の証言がある。
- お早は元遊女という背景があるだけに「なかなかむつかしい、厄介な役でございまして、世話女房でありながら傾城であった以前の身分も見えなければなりません。・・・また、始終あちらこちらに気を兼ねて、気を配る役でございますから、動き、セリフ共に大変気苦労の要る、難しい役でございます。」（三代目中村時蔵談）
- 母親のお幸は「引窓」の出来を左右する重要な役どころとされ、濡髪の黒子を削り落とそうとしてできずに泣き落とす箇所や、引窓の縄で濡髪縛るときの台詞など母親の愛情が籠った演技で観客を唸らせねばならないだけに腕達者な脇役が演じる。十三代目仁左衛門は母親の愛が重要なポイントとして、「この芝居は、すべての人間が母親の情けを察して行動する。義理の芝居ではなく人情の芝居です。」と説明している。（片岡仁左衛門「芝居譚」より）その意味では、戦後長く活躍した五代目上村吉彌のお幸は絶品と評価された。
- 「引窓」の珍演出に、お早が窓を開け閉めする際に舞台上の照明を付けたり消したりしたのがあったが、かえって効果が上がらなかった。この演出を思いついた八代目市川中車は「考えたら江戸時代には電気がなかったのですからな。」と変な理屈を言っていた。